# فرتوراکوش
فرتوراکوش (آلمانی: Kroisbach) روستایی در شهرستان دیور-موشون-شوپرون در مجارستان است.